# Papas arrugadas
Se denomina papas arrugadas a un modo de cocinar las papas, característico de las islas Canarias. Se usa principalmente un tipo de papa en concreto, la papa bonita, aunque pueden utilizarse otros tipos existentes en las islas Canarias.
En 2016, las papas arrugadas fueron proclamadas maravilla gastronómica de España en un concurso promovido por Allianz Global Assistance, consiguiendo el primer puesto mediante voto popular a través de internet.

## Características de las papas
El método de cocción consiste en hervirlas sin pelar y añadiendo mucha sal, mejor sal marina, de modo que cuando estén a punto, y una vez eliminada el agua sobrante, quede una costra salina sobre la cáscara. También pueden cocinarse con agua del mar tal y como se hacía antiguamente. Si bien suelen utilizarse para acompañar carnes o pescados, en algunas ocasiones pueden comerse solas, o servirse como una tapa.

## Modo de presentación
Se suelen acompañar con la salsa denominada mojo y se pueden comer sin pelar, ya que la calidad de la papa lo admite.